# (16091) Malchiodi
(16091) Malchiodi (1999 TO152) – planetoida z pasa głównego asteroid okrążająca Słońce w ciągu 3,6 lat w średniej odległości 2,35 j.a. Odkryta 7 października 1999 roku.